# Ipomoea platensis
Ipomoea platensis är en vindeväxtart som beskrevs av Ker-gawl. Ipomoea platensis ingår i släktet praktvindor, och familjen vindeväxter. Inga underarter finns listade i Catalogue of Life.